# Tarragona
Tarragona város Spanyolország északkeleti részén, Katalónia autonóm közösségben, Tarragona tartományban, Deltebrétől körülbelül 89 km-re északkeletre, Lleidától körülbelül 90 km, az E90-től körülbelül 33 km-re délkeletre, Barcelona központjától mintegy 100 km-re délnyugatra.
Ókori alapítású város a Földközi-tenger partján. Az i. e. 3. század és az i. sz. 5. század között Tarracona néven az Ibériai-félsziget legnagyobb részét kitévő Tarraconensis római provincia egyik központja volt, innen indult Astorga felé a Via Norte, mely Caeseraugustánál a Via XXV Hispanica, Emerita Asturicánál pedig a Via Delapidata úttal találkozott. Még ma is szép számmal találhatók itt római kori illetve középkori épületmaradványok.
A mai város gazdaságában a borexport és az elektromos berendezések gyártása a legjelentősebb.

## Kultúra

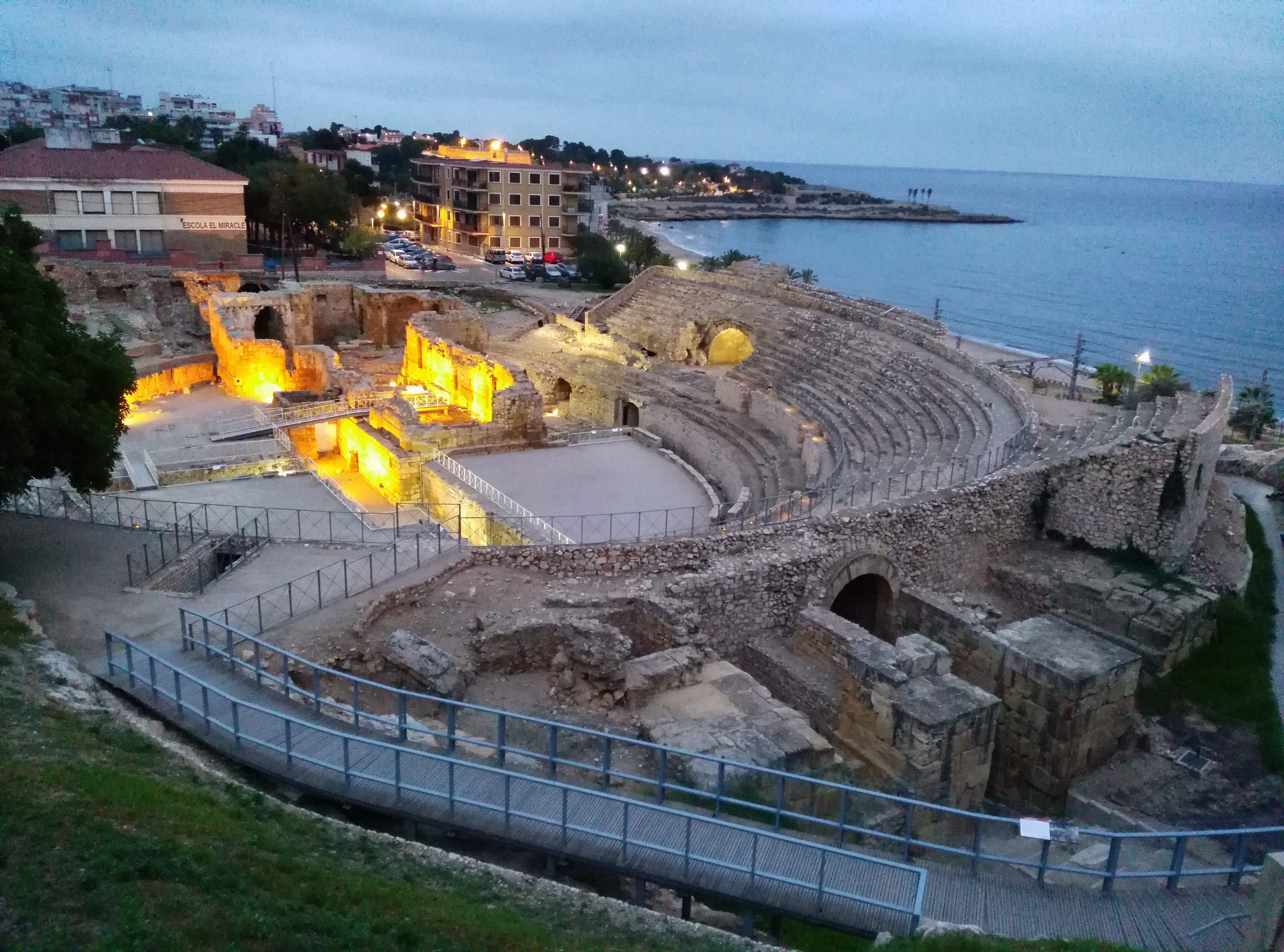
amfiteátrum

- Tarraco színház; egy vizigót bazilika és egy XII. századi románkori templom is van a közelében
- Tarraco római cirkusz
- Museo Diocesano de Tarragona - az ókori kerület múzeuma[2]
- Tarragonai Modern Művészetek Múzeuma

## Elérése

### Közút
A város az algecirasi nagy csomópontból közvetlenül az E15 (ez az út fut a tengerparton), Mérida és nyugatibb irányokból elsősorban az E90 mentén közelíthető meg. Az E90 Lisszabon, Badajoz, Mérida, Madrid, Zaragoza irányából Barcelona és a Mediterrán Autópálya felé tart, Montblancnál tér le Tarragona felé.

### Repülő
Közelében van a Reus repülőtér.

### Vonat
Speciális közlekedési helyzetéből adódóan egész különleges módon Tarragonának két vasútállomása is van: az egyik a levantei tengerpart (Via Herculeia) mentén szolgálja ki az utazókat a regionális, a Talgo- és az Euromed-vonatokkal délről Alicante, Villajoyosa, Valencia, Amposta (Deltebre), északról Barcelona, Castelldefels felől.
A másik állomás a város szélén található, a Madrid–Barcelona nagysebességű vasútvonalon. Ide a Barcelona vagy Madrid felől érkező nagysebességű AVE vonatok érkeznek.

## Népesség
A település lakosságának változását az alábbi diagram mutatja:
| Lakosok száma | 4915 | 29 043 | 32 989 | 40 850 | 109 557 | 128 152 | 140 184 | 132 199 | 134 515 | 141 151 |
|               | 1717 | 1887   | 1936   | 1955   | 1986    | 2005    | 2010    | 2014    | 2019    | 2024    |